# Наш батько
«Наш батько» — італійська мелодрама 2020 року. Режисер Клаудіо Ноче; сценаристи Енріко Ауденіно і Клаудіо Ноче. Продюсер Андреа Кальбуччі.

## Про фільм
Італія кінця 1970-х років. Заможна родина Ле Розе мешкає в елітному районі Риму, у них є гувернантка. Влітку вони відпочивають на морі в Калабрії. Десятирічному Валеріо видається, що у нього безтурботне дитинство. Однак звичне життя міняється, коли на його батька здійснюється замах.
Саме того скрутного часу у Валеріо несподівано з'являється друг Крістіан — бездомний підліток, який несподіваним чином завжди опиняється поруч.

## Знімались
| Актор                | Роль |
| -------------------- | ---- |
| П'єрфранческо Фавіно |      |
| Барбара Ронкі        |      |
| Джордано Де Плано    |      |
| Пакі Медурі          |      |
| Маріо Пупелла        |      |
| Антоніо Джерарді     |      |
| Франческо Колелла    |      |